# دریاچه آک‌دوغان
دریاچه آک‌دوغان (انگلیسی: Lake Akdoğan) یک دریاچه در استان موش کشور ترکیه است.